# Завелев, Борис Исаакович

Могила Б. И. Завелева на Новодевичьем кладбище в Москве

Борис Исаакович Завелев (1876 — 28 марта 1938) — деятель российского дореволюционного и советского кинематографа, педагог (ВГИК). Один из первых и крупнейших кинооператоров отечественного кино. Работал над более, чем 150 кинокартинами.
Творческую карьеру начал фотографом. С 1914 года — оператор кинофирмы «Акционерное общество А. Ханжонкова», где снял около 70 картин. Работал на киностудиях дореволюционной России, в Грузии и на Украине (Одесская и Ялтинская киностудии).

## Фильмография
- «Хризантемы» (1914)[3]
- «Тени греха» (1915)
- «Песнь торжествующей любви» (1915)
- «Я — царь, я — раб, я — червь, я — Бог» (1915)
- «Убийство балерины Пламеневой» (1915)
- «Гриф старого борца» (1916)
- «Антошу корсет погубил» (1916)[4]
- «Королева экрана» (1916)
- «Невеста студента Певцова» (1916)
- «Набат» (1917)
- «Революционер» (1917)
- «За счастьем» (1917)
- «Сурамская крепость» (1923)[5]
- «Призрак бродит по Европе» (1923)[6]
- «Хозяин Чёрных скал» (1923)[3]
- «Укразия» (1925)
- «Тарас Шевченко» (1926)
- «Тарас Трясило[укр.]» (1926), актёр[3]
- «Звенигора»
- «Экспонат из паноптикума» (1929)[3]
- «Большое горе маленькой женщины» (1929)